# Javier Milei
Javier Gerardo Milei (/miˈleɪ/ mee-LAY, phát âm tiếng Tây Ban Nha: [xaˈβjeɾ xeˈɾaɾðo miˈlej]; sinh ngày 22 tháng 10 năm 1970) là một nhà kinh tế, tác giả và chính trị gia người Argentina, hiện là đương kim Tổng thống của Argentina từ ngày 10 tháng 12 năm 2023. Là thành viên của Đảng Tự do, trước đây ông nổi tiếng với tư cách là một nhà kinh tế học và là tác giả của nhiều cuốn sách về kinh tế trước khi ông trở nên nổi tiếng về mặt chính trị.